# Пошехов, Станислав Васильевич
Станислав Васильевич По́шехов (9 апреля 1939, Ленинград — 2 сентября 2008, Москва) — советский флейтист, концертмейстер и педагог. Заслуженный артист Карельской АССР (1973). Заслуженный артист РСФСР (1983).

## Биография
В 1946 г. поступил в общеобразовательную школу г. Ленинграда.
В 1950 г. — воспитанник Ленинградской военной школы в г. Ленинграде.
С 1954 по 1957 г. — воспитанник оркестра Военной артиллерийской командной академии г. Ленинграда.
С 1957 по 1965 гг. — студент, а затем аспирант Ленинградской государственной консерватории.
С 1962 г. — артист оркестра Ленинградского комитета по телевидению и радиовещанию.
С 1968 г. — первый флейтист симфонического оркестра Государственного комитета по телевидению и радиовещанию Карельской АССР.
В 1962 г. в VIII Всемирном фестивале молодежи и студентов в г. Хельсинки удостоен звания лауреата и награждён Серебряной медалью.
В 1971 г. участвовал в гастролях по Великобритании, Бельгии и Испании с заслуженным Академическим хором оркестра Ленинградской госфилармонии.
Член исполнительной секции Союза композиторов Карелии.
Отличник телевидения и радиовещания СССР (1978).
Вел класс флейты в Петрозаводском филиале Ленинградской государственной консерватории.
Репертуар — сольные партии — И. С. Бах пьеса «Страсти по Матфею», Л. Бетховен Симфонии 1-9, П. И. Чайковский Симфонии 1-6, Н. А. Римский-Корсаков «Шехерезада», О. Тактакишвили Соната и другие.
Многие исполняемые им произведения (Трио К. Дебюсси, Музыка венгерских авторов (Ранке, Бозаи, Фаркаш) для квинтета деревянных духовых инструментов, Сюита В. Кончакова для флейты и струнного оркестра) записаны на пластинки фирмы «Мелодия».
Похоронен в Петрозаводске.